# Ketro (Sawoo)
Ketro is een bestuurslaag in het regentschap Ponorogo van de provincie Oost-Java, Indonesië. Ketro telt 982 inwoners (volkstelling 2010).